# Perry Mason (série de telefilmes)
Perry Mason é uma série de telefilmes exibidos pela  Rede NBC nos anos 80, com a participação de Raymond Burr e Barbara Hale.
O primeiro telefilme foi chamado de "Perry Mason Returns" e o sucesso alcançado pelo primeiro levou a produção de diversos outros telefilmes, com a participação dos dois únicos atores sobreviventes da série Perry Mason, sendo eles Raymond Burr e Barbara Hale
A produção de telefilmes continuou até a morte de Raymond Burr em 1993, quando o título foi alterado para The Perry Mason Mistery, porém sem a participação de Mason.

## A Primeira série
A primeira série teve 26 telefilmes e foi produzida entre 1985 e 1993.

### Elenco
- Raymond Burr como Perry Mason- na época Burr, aparecia grisalho, com barba e muito mais velho do que na série de TV da CBS, mas Perry Mason continuava tão brilhante como antes.
- Barbara Hale como Della Street- Della Street, a fiel secretária de Mason também já não era tão atraente como antes, porém mantinha sua fidelidade e profissionalismo.
- William Katt como Paul Drake-William Hopper havia morrido, por isso foi convocado William Katt filho de Barbara Hale para interpretar o detetive Paul Drake.
- William R. Moses como Ken Malansky- Advogado e investigador particular que trabalha diretamente com Perry Mason.

### Produção Executiva
Os produtores da série eram Dean Hargrove e Fred Silverman

### Telefilmes
01 - Perry Mason Returns - 1985
02 - The Case of the Notorious Nun - 1986
03 - The Case of the Shooting Star - 1986
04 - The Case of the Lost Love - 1987
05 - The Case of the Sinister Spirit - 1987
06 - The Case of the Murdered Madam - 1987
07 - The Case of the Scandalous Scoundrel - 1987
08 - The Case of the Avenging Ace - 1988
09 - The Case of the Lady in the Lake - 1988
10 - The Case of the Lethal Lesson - 1989
11 - The Case of the Musical Murder - 1989
12 - The Case of the All-Star Assassin - 1989
13 - The Case of the Poisoned Pen - 1990
14 - The Case of the Desperate Deception - 1990
15 - The Case of the Silenced Singer - 1990
16 - The Case of the Defiant Daughter - 1990
17 - The Case of the Ruthless Reporter - 1991
18 - The Case of the Maligned Mobster - 1991
19 - The Case of the Glass Coffin - 1991
20 - The Case of the Fatal Fashion - 1991
21 - The Case of the Fatal Framing - 1992
22 - The Case of the Reckless Romeo - 1992
23 - The Case of the Heartbroken Bride - 1992
24 - The Case of the Skin-Deep Scandal - 1993
25 - The Case of the Telltale Talk Show Host - 1993
26 - The Case of the Killer Kiss – 1993

## Após a morte de Burr
Após a morte de Raymond Burr em 1993 o nome da série mudou para The Perry Mason Mystery, com Paul Sorvino como Anthony Caruso e Hal Holbrook como Wild Bill McKenzie, dois advogados amigos de Perry Mason, Barbara Hale continuou sendo Della Street. Ninguém interpretou Perry Mason que estava fora da cidade.

### Elenco
- Paul Sorvino como Anthony Caruso
- Hal Holbrook como Wild Bill McKenzie
- Barbara Hale como Della Street
- William R. Moses como Ken Malansky

### Telefilmes
01 – The Case of the Wicked Wives – 1993
02 – The Case of the Lethal Lifestyle – 1994
03 – The Case of the Grimacing Governor – 1994
04 – The Case of the Jealous Jokester – 1995